# Kameanohirka, Kalînivka
Kameanohirka (în ucraineană Кам`яногірка) este un sat în comuna Hușciînți din raionul Kalînivka, regiunea Vinnița, Ucraina.

## Demografie
Componența lingvistică a localității Kameanohirka
     Ucraineană (98,04%)
     Rusă (1,96%)
Conform recensământului din 2001, majoritatea populației localității Kameanohirka era vorbitoare de ucraineană (98,04%), existând în minoritate și vorbitori de rusă (1,96%).